# Temporada 2003 del Campeonato Mundial de Superbikes
La Temporada 2003 del Campeonato Mundial de Superbikes fue la decimosexta temporada del Campeonato Mundial de Superbikes FIM. La temporada comenzó el 2 de marzo en Valencia y terminó el 19 de octubre en Magny-Cours después de 12 rondas.
Los cambios de reglas para 2003 permitieron que las máquinas de 1000cc (de dos, tres o cuatro cilindros) corrieran. Los cambios de reglas en MotoGP que permitián motores de 4 tiempos a partir de 2002 significaron que los fabricantes japoneses habían concentrado sus recursos allí; Como resultado el Campeonato del Mundo de Superbike se quedó con la participación limitada de las fábricas, con Ducati, Suzuki y el nuevo-para-2003 Foggy PETRONAS Racing omo los únicos equipos de la fábrica. Como resultado de la mayor parte de la parrilla estaba formada por motos Ducati, al campeonato le fue dada la etiqueta despectiva de la "Copa Ducati".
El equipo Ducati entró las dos únicas Ducati 999 en la parrilla, consiguiendo 20 victorias en 24 carreras en una temporada donde todas las carreras fueron ganadas por Ducati. Neil Hodgson ganó el campeonato de pilotos y Ducati ganó el campeonato de constructores.

## Pilotos y equipos
| Parrilla 2003 | Parrilla 2003        | Parrilla 2003                 | Parrilla 2003    | Parrilla 2003 |
| No.           | Piloto               | Equipo                        | Moto             | Neu.          |
| ------------- | -------------------- | ----------------------------- | ---------------- | ------------- |
| 4             | Troy Corser          | Foggy PETRONAS Racing         | Petronas FP1     | M             |
| 5             | Ivan Clementi        | Kawasaki Bertocchi            | Kawasaki ZX-7RR  | D             |
| 6             | Mauro Sanchini       | Kawasaki Bertocchi            | Kawasaki ZX-7RR  | D             |
| 7             | Pierfrancesco Chili  | Team PSG-1                    | Ducati 998RS     | D             |
| 8             | James Haydon         | Foggy PETRONAS Racing         | Petronas FP1     | M             |
| 9             | Chris Walker         | HM Plant Ducati               | Ducati 998F02    | D             |
| 10            | Gregorio Lavilla     | Alstare Suzuki                | Suzuki GSX-R1000 | D             |
| 11            | Rubén Xaus           | Ducati Fila                   | Ducati 999F03    | M             |
| 16            | Sergio Fuertes       | MIR Racing                    | Suzuki GSX-R1000 | D             |
| 19            | Lucio Pedercini      | Team Pedercini                | Ducati 998RS     | D             |
| 20            | Marco Borciani       | D.F.X. Racing Team            | Ducati 998RS     | P             |
| 23            | Jiri Mrkyvka         | JM SBK Team                   | Ducati 998RS     | D             |
| 26            | Luca Pedersoli       | Team Pedercini                | Ducati 998RS     | D             |
| 27            | Mark Heckles         | Team Rumi                     | Honda VTR1000SP2 | M             |
| 28            | Serafino Foti        | Team Pedercini                | Ducati 998RS     | D             |
| 31            | Vittorio Iannuzzo    | Alstare Suzuki                | Suzuki GSX-R1000 | D             |
| 33            | Juan Bautista Borja  | D.F.X. Racing Team            | Ducati 998RS     | P             |
| 35            | Nello Russo          | Team Pedercini                | Ducati 998RS     | D             |
| 38            | Giancarlo De Matteis | Caracchi NCR Nortel Net.      | Ducati 998RS     | D             |
| 48            | David García         | Caracchi NCR Nortel Net.      | Ducati 998RS     | D             |
| 51            | Davide Messori       | UnionBike GiMotorsport        | Yamaha YZF-R1    | D             |
| 52            | James Toseland       | HM Plant Ducati               | Ducati 998F02    | D             |
| 55            | Régis Laconi         | Caracchi NCR Nortel Net.      | Ducati 998RS     | D             |
| 68            | Bertrand Stey        | White Endurance               | Honda VTR1000SP2 | D             |
| 91            | Walter Tortoroglio   | White Endurance               | Honda VTR1000SP2 | D             |
| 92            | Frédéric Protat      | UnionBike GiMotorsport        | Yamaha YZF-R1    | D             |
| 98            | Gianmaria Liverani   | UnionBike GiMotorsport        | Yamaha YZF-R1    | D             |
| 99            | Steve Martin         | D.F.X. Racing Team            | Ducati 998RS     | P             |
| 100           | Neil Hodgson         | Ducati Fila                   | Ducati 999F03    | M             |
| 15            | Giovanni Bussei      | Ducati Austin                 | Ducati 998RS     |               |
| 22            | Horst Saiger         | Remus Racing Austria          | Yamaha YZF-R1    |               |
| 29            | Giuseppe Zannini     | Team Pro.Con.                 | Ducati 998RS     |               |
| 32            | Eric Bostrom         | Kawasaki Road Racing          | Kawasaki ZX-7RR  |               |
| 36            | Sundby Dag Steinar   | Komatsu Sundby Racing         | Yamaha YZF-R1    |               |
| 39            | Alessandro Gramigni  | Nuvolari 391                  | Yamaha YZF-R1    |               |
| 40            | Nick Medd            | Renegade Ducati               | Ducati 998RS     |               |
| 41            | Robert Menzen        | Racing Team R. Menzen         | Suzuki GSX-R1000 |               |
| 42            | Paul Mooijman        | Kruisinga Motoren Racing      | Suzuki GSX-R1000 |               |
| 44            | Stefan Nebel         | Elf Yoshimura Shafer Motorsp. | Suzuki GSX-R1000 |               |
| 50            | Marco Masetti        | Caracchi NCR Nortel Net.      | Ducati 996RS     |               |
| 57            | Simone Conti         | Scuderia HF                   | Suzuki GSX-R1000 |               |
| 60            | Michael Rutter       | Renegade Ducati               | Ducati 998F02    |               |
| 61            | John Reynolds        | Rizla Suzuki                  | Suzuki GSX-R1000 |               |
| 62            | Sean Emmett          | ETI Racing                    | Ducati 998RS     |               |
| 64            | Yukio Kagayama       | Rizla Suzuki                  | Suzuki GSX-R1000 |               |
| 66            | Mat Mladin           | Suzuki Yoshimura              | Suzuki GSX-R1000 |               |
| 67            | Shane Byrne          | Monstermob Ducati             | Ducati 998F02    | D             |
| 69            | Karl Truchsess       | Remus Racing Austria          | Yamaha YZF-R1    |               |
| 70            | Christian Zaiser     | Racing Team Zaiser            | Suzuki GSX-R1000 |               |
| 71            | Martin Benito Isaac  | Acumoto Racing Team           | Yamaha YZF-R1    |               |
| 73            | Steven Cutting       | Motorcycle Weaponry           | Suzuki GSX-R1000 |               |
| 74            | Kenichiro Nakamura   | Blue Helmet MSC               | Honda VTR1000SP2 |               |
| 75            | Alistair Maxwell     | Michelin Honda                | Honda CBR954RR   | M             |
| 76            | Atsushi Watanabe     | Team Suzuki                   | Suzuki GSX-R1000 |               |
| 77            | Hitoyasu Izutsu      | Team HRC                      | Honda VTR1000SPW |               |
| 78            | Jay Normoyle         | Warren & Brown Lightpaths     | Suzuki GSX-R1000 |               |
| 79            | Noriyasu Numata      | Team Foundatlon               | Ducati 996RS     |               |
| 82            | Lorenzo Mauri        | Team Pedercini                | Ducati 998RS     |               |
| 89            | Dean Ellison         | Firepower Ducati              | Ducati 996       |               |
| 90            | Leon Haslam          | Renegade Ducati               | Ducati 998RS     |               |
| 93            | Sébastien Gimbert    | SERT                          | Suzuki GSX-R1000 |               |
| 96            | Luca Pini            | Boselli Racing                | Suzuki GSX-R1000 |               |
| 113           | Paolo Blora          | Lucido Corse                  | Ducati 996RS     |               |
| 120           | Aaron Yates          | Suzuki Yoshimura              | Suzuki GSX-R1000 |               |

| Leyenda         |
| --------------- |
| Piloto Invitado |
| D Dunlop        |
| M Michelin      |
| P Pirelli       |

## Calendario y resultados
| Ronda | Ronda | Circuito                  | Fecha        | Superpole           | Vuelta Rápida       | Piloto Ganador      | Equipo Ganador    |
| ----- | ----- | ------------------------- | ------------ | ------------------- | ------------------- | ------------------- | ----------------- |
| 1     | R1    | Valencia                  | 2 March      | Neil Hodgson        | Neil Hodgson        | Neil Hodgson        | Fila Ducati       |
| 1     | R2    | Valencia                  | 2 March      | Neil Hodgson        | Neil Hodgson        | Neil Hodgson        | Fila Ducati       |
| 2     | R1    | Phillip Island            | 30 March     | Neil Hodgson        | Neil Hodgson        | Neil Hodgson        | Fila Ducati       |
| 2     | R2    | Phillip Island            | 30 March     | Neil Hodgson        | Rubén Xaus          | Neil Hodgson        | Fila Ducati       |
| 3     | R1    | Sugo                      | 27 April     | Régis Laconi        | Neil Hodgson        | Neil Hodgson        | Fila Ducati       |
| 3     | R2    | Sugo                      | 27 April     | Régis Laconi        | Pierfrancesco Chili | Neil Hodgson        | Fila Ducati       |
| 4     | R1    | Monza                     | 18 May       | Neil Hodgson        | Neil Hodgson        | Neil Hodgson        | Fila Ducati       |
| 4     | R2    | Monza                     | 18 May       | Neil Hodgson        | Régis Laconi        | Neil Hodgson        | Fila Ducati       |
| 5     | R1    | Oschersleben              | 1 June       | Neil Hodgson        | Pierfrancesco Chili | Neil Hodgson        | Fila Ducati       |
| 5     | R2    | Oschersleben              | 1 June       | Neil Hodgson        | Neil Hodgson        | James Toseland      | HM Plant Ducati   |
| 6     | R1    | Silverstone               | 15 June      | Neil Hodgson        | Gregorio Lavilla    | Neil Hodgson        | Fila Ducati       |
| 6     | R2    | Silverstone               | 15 June      | Neil Hodgson        | Gregorio Lavilla    | Neil Hodgson        | Fila Ducati       |
| 7     | R1    | Misano                    | 22 June      | Neil Hodgson        | Rubén Xaus          | Rubén Xaus          | Fila Ducati       |
| 7     | R2    | Misano                    | 22 June      | Neil Hodgson        | Rubén Xaus          | Rubén Xaus          | Fila Ducati       |
| 8     | R1    | Mazda Raceway Laguna Seca | 13 July      | Mat Mladin          | Régis Laconi        | Pierfrancesco Chili | Team PSG-1        |
| 8     | R2    | Mazda Raceway Laguna Seca | 13 July      | Mat Mladin          | Rubén Xaus          | Rubén Xaus          | Fila Ducati       |
| 9     | R1    | Brands Hatch              | 27 July      | John Reynolds       | Shane Byrne         | Shane Byrne         | Monstermob Ducati |
| 9     | R2    | Brands Hatch              | 27 July      | John Reynolds       | John Reynolds       | Shane Byrne         | Monstermob Ducati |
| 10    | R1    | Assen                     | 7 September  | Pierfrancesco Chili | Gregorio Lavilla    | Rubén Xaus          | Fila Ducati       |
| 10    | R2    | Assen                     | 7 September  | Pierfrancesco Chili | Neil Hodgson        | Neil Hodgson        | Fila Ducati       |
| 11    | R1    | Imola                     | 28 September | Rubén Xaus          | Neil Hodgson        | Rubén Xaus          | Fila Ducati       |
| 11    | R2    | Imola                     | 28 September | Rubén Xaus          | Rubén Xaus          | Rubén Xaus          | Fila Ducati       |
| 12    | R1    | Magny-Cours               | 19 October   | James Toseland      | Neil Hodgson        | Neil Hodgson        | Fila Ducati       |
| 12    | R2    | Magny-Cours               | 19 October   | James Toseland      | Neil Hodgson        | Rubén Xaus          | Fila Ducati       |

## Estadísticas

### Clasificación de pilotos
| 1    | Hodgson             | Ducati   | 1   | 1   | 1   | 1   | 1   | 1   | 1   | 1   | 1   | 2   | 1   | 1   | Ret | 2   | 2   | 2   | 2   | 5   | 2   | 1   | 2   | 4   | 1   | Ret | 489 |
| 2    | Xaus                | Ducati   | 2   | 2   | 2   | 2   | 4   | 4   | 7   | Ret | Ret | 5   | 3   | 3   | 1   | 1   | Ret | 1   | Ret | 4   | 1   | 2   | 1   | 1   | 2   | 1   | 386 |
| 3    | Toseland            | Ducati   | 4   | 3   | DSQ | 5   | 3   | 5   | 4   | 5   | 3   | 1   | 2   | 4   | 2   | Ret | 3   | Ret | 6   | 3   | 4   | Ret | Ret | Ret | 5   | 2   | 271 |
| 4    | Laconi              | Ducati   | 5   | Ret | 6   | 4   | 2   | 7   | 2   | 4   | 4   | 4   | 4   | 6   | 3   | 4   | Ret | 4   | 4   | 8   | Ret | 4   | 3   | 2   | 6   | 16  | 267 |
| 5    | Lavilla             | Suzuki   | 7   | 6   | 3   | 7   | 5   | 2   | 3   | 2   | Ret | Ret | Ret | 2   | 4   | 5   | Ret | 5   | 7   | 6   | Ret | 3   | 4   | 3   | 4   | 4   | 256 |
| 6    | Walker              | Ducati   | 3   | 4   | 7   | 6   | Ret | Ret | 6   | 6   | 5   | 3   | 9   | 8   | 5   | 8   | 5   | 3   | 3   | Ret | 5   | 8   | Ret | 5   | 3   | 3   | 234 |
| 7    | Chili               | Ducati   | Ret | Ret | Ret | 3   | Ret | 3   | 5   | 3   | 2   | 11  | 7   | 7   | Ret | 3   | 1   | Ret | 9   | 7   | 3   | 5   | 5   | Ret | Ret | Ret | 197 |
| 8    | Martin              | Ducati   | 6   | 5   | 4   | 9   | 15  | Ret | 9   | 7   | 6   | 6   | Ret | Ret | 6   | 9   | Ret | Ret | 14  | Ret | 9   | 11  | 6   | Ret | 7   | 5   | 139 |
| 9    | Pedercini           | Ducati   | 8   | 9   | 10  | 14  | 7   | Ret | 10  | 10  | 9   | 10  | 11  | 11  | 8   | 6   | Ret | 10  | Ret | 16  | 12  | 14  | Ret | 6   | Ret | 11  | 112 |
| 10   | Borciani            | Ducati   | 9   | 10  | 9   | 10  | 13  | 13  | 8   | 8   | 7   | 9   | 10  | 13  | 11  | 14  | 10  | 9   | Ret | 14  | Ret | 13  | 10  | 11  | Ret | 14  | 111 |
| 11   | Sanchini            | Kawasaki | Ret | 13  | 13  | 12  | 11  | 10  | 14  | 12  | 11  | 12  | 13  | 14  | 9   | 11  | 9   | 8   | 15  | 15  | 10  | 12  | 8   | 8   | 10  | 10  | 108 |
| 12   | Corser              | Petronas | Ret | 7   | 5   | 8   | Ret | 12  | 13  | Ret | 12  | 14  | 16  | Ret | 7   | 10  | 8   | Ret | Ret | Ret | 6   | 9   | 7   | 7   | 8   | Ret | 107 |
| 13   | Juan Bautista Borja | Ducati   | 14  | 8   | 12  | 15  | 10  | 9   | DNS | DNS | Ret | 7   | Ret | Ret | Ret | 12  | 11  | 7   | 12  | Ret | Ret | 16  | 11  | 9   | 9   | 7   | 87  |
| 14   | Clementi            | Kawasaki | 11  | 14  | 11  | 11  | Ret | 8   | Ret | Ret | Ret | 13  | 14  | 16  | 10  | 13  | Ret | Ret | 13  | 13  | 8   | 7   | 9   | Ret | Ret | 9   | 76  |
| 15   | Bussei              | Yamaha   | Ret | 11  | 14  | Ret | 12  | 11  | Ret | 13  | 10  | Ret | 12  | 12  | 16  | 16  |     |     |     |     |     |     |     |     |     |     | 52  |
| 15   | Bussei              | Ducati   |     |     |     |     |     |     |     |     |     |     |     |     |     |     | 7   | 6   |     |     |     |     |     |     |     |     | 52  |
| 16   | Byrne               | Ducati   |     |     |     |     |     |     |     |     |     |     |     |     |     |     |     |     | 1   | 1   |     |     |     |     |     |     | 50  |
| 17   | Reynolds            | Suzuki   |     |     |     |     |     |     |     |     |     |     | 6   | 10  |     |     |     |     | Ret | 2   | Ret | 10  |     |     |     |     | 42  |
| 18   | Iannuzzo            | Suzuki   |     |     |     |     |     |     | 12  | 9   | 8   | 8   | Ret | 15  | Ret | 7   |     |     |     |     | DNS | DNS |     |     |     |     | 37  |
| 19   | Gramigni            | Yamaha   | Ret | DNS |     |     |     |     | 11  | 11  |     |     |     |     | 12  | 15  |     |     | 16  | 11  | 11  | 15  | 13  | 12  | Ret | 12  | 37  |
| 20   | Kagayama            | Suzuki   |     |     |     |     |     |     |     |     |     |     | 5   | 5   |     |     |     |     | 10  | 9   |     |     |     |     |     |     | 35  |
| 21   | Haslam              | Ducati   |     |     |     |     |     |     |     |     |     |     |     |     |     |     |     |     | Ret | 10  | 7   | 6   |     |     | Ret | 6   | 35  |
| 22   | David García        | Ducati   | 10  | 12  | 8   | Ret | DNS | DNS |     |     |     |     | DNS | DNS | DNS | DNS | Ret | Ret |     |     | DNS | DNS | 12  | 10  | Ret | Ret | 28  |
| 23   | Rutter              | Ducati   |     |     |     |     |     |     |     |     |     |     | 8   | 9   |     |     |     |     | 8   | Ret |     |     |     |     |     |     | 23  |
| 24   | Izutsu              | Honda    |     |     |     |     | 6   | 6   |     |     |     |     |     |     |     |     |     |     |     |     |     |     |     |     |     |     | 20  |
| 25   | Mladin              | Suzuki   |     |     |     |     |     |     |     |     |     |     |     |     |     |     | 4   | DNS |     |     |     |     |     |     |     |     | 13  |
| 26   | Haydon              | Petronas | 12  | Ret | 15  | 16  | 9   | Ret | Ret | Ret | Ret | DNS |     |     |     |     | Ret | Ret | 17  | Ret | DNS | DNS | Ret | Ret | Ret | Ret | 12  |
| 27   | Fuertes             | Suzuki   | 15  | Ret |     |     |     |     | 16  | Ret |     |     | 17  | 17  | 15  | 16  |     |     | Ret | 17  | Ret | Ret | 14  | 13  | 11  | Ret | 12  |
| 28   | Emmett              | Ducati   |     |     |     |     |     |     |     |     |     |     |     |     |     |     |     |     | 5   | Ret |     |     |     |     |     |     | 11  |
| 29   | Russo               | Ducati   | 13  | 15  | 16  | 13  |     |     |     |     | 13  | Ret | 15  | 18  | Ret | Ret |     |     |     |     |     |     |     |     |     |     | 11  |
| 30   | Yates               | Suzuki   |     |     |     |     |     |     |     |     |     |     |     |     |     |     | 6   | Ret |     |     |     |     |     |     |     |     | 10  |
| 31   | Ellison             | Ducati   |     |     |     |     |     |     |     |     |     |     |     |     |     |     |     |     | 11  | 12  |     |     |     |     |     |     | 9   |
| 32   | Gimbert             | Suzuki   |     |     |     |     |     |     |     |     |     |     |     |     |     |     |     |     |     |     |     |     |     |     | Ret | 8   | 8   |
| 33   | Watanabe            | Suzuki   |     |     |     |     | 8   | Ret |     |     |     |     |     |     |     |     |     |     |     |     |     |     |     |     |     |     | 8   |
| 34   | Foti                | Ducati   | Ret | Ret |     |     |     |     | 15  | 14  | 14  | 15  | Ret | Ret | 14  | Ret |     |     |     |     |     |     |     |     |     |     | 8   |
| 35   | Tortoroglio         | Honda    | Ret | 16  | Ret | 17  | Ret | 15  | Ret | 15  | Ret | 18  | Ret | Ret | Ret | Ret | 12  | Ret | Ret | Ret | Ret | DNS | 18  | 16  |     |     | 6   |
| 36   | Stey                | Honda    |     |     |     |     |     |     |     |     |     |     |     |     |     |     |     |     |     |     |     |     |     |     | 13  | 13  | 6   |
| 37   | Saiger              | Yamaha   |     |     |     |     |     |     |     |     |     |     |     |     |     |     |     |     |     |     | 13  | Ret | 17  | 14  | 15  | 17  | 6   |
| 38   | Zaiser              | Aprilia  |     |     |     |     |     |     |     |     |     |     |     |     | Ret | DNS |     |     |     |     |     |     |     |     |     |     | 4   |
| 38   | Zaiser              | Suzuki   |     |     |     |     |     |     |     |     |     |     |     |     |     |     |     |     |     |     |     |     |     |     | 12  | Ret | 4   |
| 39   | Nakamura            | Honda    |     |     |     |     | 14  | 14  |     |     |     |     |     |     |     |     |     |     |     |     |     |     |     |     |     |     | 4   |
| 40   | Pedersoli           | Ducati   |     |     |     |     |     |     |     |     |     |     |     |     |     |     | 13  | Ret | Ret | Ret | Ret | Ret | 19  | Ret |     |     | 3   |
| 41   | Blora               | Ducati   |     |     |     |     |     |     |     |     |     |     |     |     | 13  | 17  |     |     |     |     |     |     |     |     |     |     | 3   |
| 42   | Protat              | Yamaha   |     |     |     |     |     |     |     |     |     |     |     |     |     |     |     |     |     |     |     |     |     |     | 14  | 15  | 3   |
| 43   | Liverani            | Yamaha   |     |     |     |     |     |     |     |     |     |     |     |     |     |     |     |     |     |     | 14  | 19  | 20  | Ret |     |     | 2   |
| 44   | Pini                | Suzuki   |     |     |     |     |     |     |     |     |     |     |     |     | 17  | 19  |     |     |     |     |     |     | 15  | 15  |     |     | 2   |
| 45   | Mrkývka             | Ducati   |     |     |     |     |     |     | DNQ | DNQ | 15  | 17  |     |     | Ret | Ret | Ret | Ret | Ret | Ret | 15  | Ret | Ret | Ret | DNQ | DNQ | 2   |
| Pos. | Piloto              | Moto     | ESP | ESP | AUS | AUS | JPN | JPN | ITA | ITA | GER | GER | GBR | GBR | SMR | SMR | USA | USA | GBR | GBR | NED | NED | ITA | ITA | FRA | FRA | Pts |

| Color     | Resultado                                                               |
| --------- | ----------------------------------------------------------------------- |
| Oro       | Ganador                                                                 |
| Plata     | 2.ª plaza                                                               |
| Bronce    | 3.ª plaza                                                               |
| Verde     | Finalizó en los puntos                                                  |
| Azul      | Finalizó sin puntos                                                     |
| Azul      | NC - No clasificado                                                     |
| Violeta   | Ret - No terminó (Carrera)                                              |
| Rojo      | DNQ - No se clasificó                                                   |
| Negro     | DSQ - Descalificado                                                     |
| Blanco    | DNS - No empezó (carrera)                                               |
| Blanco    | WD - Retirado (fin de semana)                                           |
| Blanco    | C - Carrera cancelada                                                   |
| Sin color | DNP - Inscrito pero no participó                                        |
| Sin color | INJ - Lesionado                                                         |
| Sin color | EX - Excluido                                                           |
| Estado    | Resultado                                                               |
| Negrita   | Pole position                                                           |
| Cursiva   | Vuelta rápida                                                           |
| †         | Abandona, pero clasifica al completar el porcentaje requerido para ello |

### Clasificación de constructores
| Campeonato de Constructores 2003 | Campeonato de Constructores 2003 | Campeonato de Constructores 2003 | Campeonato de Constructores 2003 | Campeonato de Constructores 2003 | Campeonato de Constructores 2003 | Campeonato de Constructores 2003 | Campeonato de Constructores 2003 | Campeonato de Constructores 2003 | Campeonato de Constructores 2003 | Campeonato de Constructores 2003 | Campeonato de Constructores 2003 | Campeonato de Constructores 2003 | Campeonato de Constructores 2003 | Campeonato de Constructores 2003 | Campeonato de Constructores 2003 | Campeonato de Constructores 2003 | Campeonato de Constructores 2003 | Campeonato de Constructores 2003 | Campeonato de Constructores 2003 | Campeonato de Constructores 2003 | Campeonato de Constructores 2003 | Campeonato de Constructores 2003 | Campeonato de Constructores 2003 | Campeonato de Constructores 2003 | Campeonato de Constructores 2003 | Campeonato de Constructores 2003 |
| Pos.                             | Constructor                      | ESP                              | ESP                              | AUS                              | AUS                              | JPN                              | JPN                              | ITA                              | ITA                              | GER                              | GER                              | GBR                              | GBR                              | SMR                              | SMR                              | USA                              | USA                              | GBR                              | GBR                              | NED                              | NED                              | ITA                              | ITA                              | FRA                              | FRA                              | Pts                              |
| Pos.                             | Constructor                      | R1                               | R2                               | R1                               | R2                               | R1                               | R2                               | R1                               | R2                               | R1                               | R2                               | R1                               | R2                               | R1                               | R2                               | R1                               | R2                               | R1                               | R2                               | R1                               | R2                               | R1                               | R2                               | R1                               | R2                               | Pts                              |
| -------------------------------- | -------------------------------- | -------------------------------- | -------------------------------- | -------------------------------- | -------------------------------- | -------------------------------- | -------------------------------- | -------------------------------- | -------------------------------- | -------------------------------- | -------------------------------- | -------------------------------- | -------------------------------- | -------------------------------- | -------------------------------- | -------------------------------- | -------------------------------- | -------------------------------- | -------------------------------- | -------------------------------- | -------------------------------- | -------------------------------- | -------------------------------- | -------------------------------- | -------------------------------- | -------------------------------- |
| 1                                | Ducati                           | 1                                | 1                                | 1                                | 1                                | 1                                | 1                                | 1                                | 1                                | 1                                | 1                                | 1                                | 1                                | 1                                | 1                                | 1                                | 1                                | 1                                | 1                                | 1                                | 1                                | 1                                | 1                                | 1                                | 1                                | 600                              |
| 2                                | Suzuki                           | 7                                | 6                                | 3                                | 7                                | 5                                | 2                                | 3                                | 2                                | 8                                | 8                                | 5                                | 2                                | 4                                | 5                                | 4                                | 5                                | 7                                | 2                                | 16                               | 3                                | 4                                | 3                                | 4                                | 4                                | 306                              |
| 3                                | Kawasaki                         | 11                               | 13                               | 11                               | 11                               | 11                               | 8                                | 14                               | 12                               | 11                               | 12                               | 13                               | 14                               | 9                                | 11                               | 9                                | 8                                | 13                               | 13                               | 8                                | 7                                | 8                                | 8                                | 10                               | 9                                | 130                              |
| 4                                | Petronas                         | 12                               | 7                                | 5                                | 8                                | 9                                | 12                               | 13                               | Ret                              | 12                               | 14                               | 16                               | Ret                              | 7                                | 10                               | 8                                | Ret                              | 17                               | Ret                              | 6                                | 9                                | 7                                | 7                                | 8                                | Ret                              | 118                              |
| 5                                | Yamaha                           | 16                               | 11                               | 14                               | Ret                              | 12                               | 11                               | 11                               | 11                               | 10                               | 19                               | 12                               | 12                               | 12                               | 15                               |                                  |                                  | 16                               | 11                               | 11                               | 15                               | 13                               | 12                               | 14                               | 12                               | 69                               |
| 6                                | Honda                            | Ret                              | 16                               | 19                               | 20                               | 6                                | 6                                | Ret                              | 15                               | Ret                              | 18                               | Ret                              | Ret                              | Ret                              | Ret                              | 12                               | Ret                              | Ret                              | Ret                              | Ret                              | DNS                              | 18                               | 16                               | 13                               | 13                               | 31                               |
|                                  | Aprilia                          |                                  |                                  |                                  |                                  |                                  |                                  |                                  |                                  |                                  |                                  |                                  |                                  | Ret                              | DNS                              |                                  |                                  |                                  |                                  |                                  |                                  |                                  |                                  |                                  |                                  | 0                                |
| Pos.                             | Constructor                      | ESP                              | ESP                              | AUS                              | AUS                              | JPN                              | JPN                              | ITA                              | ITA                              | GER                              | GER                              | GBR                              | GBR                              | SMR                              | SMR                              | USA                              | USA                              | GBR                              | GBR                              | NED                              | NED                              | ITA                              | ITA                              | FRA                              | FRA                              | Pts                              |